# Dylewko
Dylewko (tysk Elisenhof) er en landsby i det nordøstlige Polen. Byen ligger i voivodskabet Ermland-Masurien. Før 1945 var området en del af Østpreussen med navnet Elisenhof. Efter krigen blev de tilbageværende tyske borgere forvist, da området som et resultat af Potsdam-konferencen blev overført til Polen.
53°31′43″N 20°08′02″Ø / 53.5286°N 20.1339°Ø